# Li Zhesi
Li Zhesi (chiń. 李哲思; ur. 7 sierpnia 1993 w Shenyang) – chińska pływaczka specjalizująca się w stylu dowolnym, mistrzyni świata.
W 2008 roku wystąpiła na igrzyskach olimpijskich, w trakcie których startowała w konkurencji 50 m stylem dowolnym i zajęła 13. miejsce. Rok później zdobyła złoty medal mistrzostw świata w sztafecie 4 x 100 m stylem zmiennym, ponadto chińska sztafeta z jej udziałem rezultatem czasowym 3:52,19 ustanowiła nowy rekord świata. W 2010 roku zdobyła brązowy medal pływackich mistrzostw świata na basenie 25-metrowym w konkurencji 4 x 100 m stylem dowolnym, a także trzy medale rozgrywanych w Kantonie igrzysk azjatyckich.
W marcu 2012 roku wykryto w jej organizmie EPO. Pływaczka (wraz z trenerem) została ukarana 2-letnią dyskwalifikacją.